# Bojan Dubljević
Bojan Dubljević (Niksic, 24 de octubre de 1991) es un jugador de baloncesto montenegrino que juega en el Casademont Zaragoza de la Liga Endesa. Mide 2,05 metros de estatura y su posición es la de pívot.

## Carrera
Dubljević comenzó su carrera en 2009 con el Lovćen Cetinje, y jugó de 2010 a 2012 en el Budućnost Podgorica, antes de firmar con el Valencia Basket un contrato de tres años. En su primera temporada en Valencia, Bojan fue premiado con el Rising Star de la Eurocup 2012-13 a la que llegaron hasta las semifinales.
Al año siguiente, el montenegrino lograría hacer una gran temporada con el Valencia Basket llegando hasta las semifinales de la Copa del Rey y también a las de Liga Endesa. Aunque su gran éxito en esta temporada sería conseguir la Eurocup por tercera vez en la historia del club.
La siguiente temporada no sería tan satisfactoria como la anterior. El equipo no logró pasar de la fase de grupos de la EuroLeague y tampoco de los cuartos de final de la EuroCup algo que fue un fiasco para el club. A nivel nacional, el equipo llegó hasta las semifinales de la Liga Endesa, aunque cayó en cuartos de Copa del Rey.
Después de este año, empezó a dar una versión mejorada, junto a sus compañeros, pese a los resultados en las competiciones, que fueron muy similares que en el año anterior, empezaron a realizar grandes choques de la mano de Pedro Martínez, quien la temporada siguiente haría que el club lograse alcanzar tres finales en las tres competiciones posibles, ganando la Liga ACB al Real Madrid por 3 a 1 y siendo designado como MVP de la gran final.
Al término de la temporada 2022-23, decidió no aceptar su renovación a la baja con el equipo valenciano, poniendo fin a once años en el club, que retirará su número 14 cuando el jugador abandone la práctica del baloncesto.
El 10 de julio de 2023 firma por una temporada con el Zenit de San Petersburgo de la Liga VTB.
El 2 de julio se anuncia su fichaje por el Casademont Zaragoza de la Liga Endesa, con un contrato de dos temporadas con una opcional.

### Selección nacional
En septiembre de 2022 disputó con el combinado absoluto montenegrino el EuroBasket 2022, finalizando en decimotercera posición. Previamente había disputado el EuroBasket 2013, EuroBasket 2015 y EuroBasket 2017.
Durante agosto y septiembre de 2023 fue integrante de la selección de Montenegro que participó en el Mundial de 2023 celebrado en Asia, y que finalizó en decimoprimer lugar.

## Estadísticas

### Liga ACB
Actualizado a 6 de enero de 2019.
| Temporada | Equipo          | PJ  | PT  | MPP  | TC%  | 3P%  | TL%  | RPP | APP | ROB | TPP | PPP  | VPP  |
| --------- | --------------- | --- | --- | ---- | ---- | ---- | ---- | --- | --- | --- | --- | ---- | ---- |
| 2012-13   | Valencia Basket | 33  | 22  | 20.5 | 52.8 | 47.8 | 84.2 | 3.7 | 0.5 | 0.6 | 0.3 | 12.1 | 10.4 |
| 2013-14   | Valencia Basket | 28  | 8   | 20.8 | 51.9 | 47.6 | 85.2 | 4.8 | 0.6 | 0.9 | 0.5 | 11.8 | 11.8 |
| 2014-15   | Valencia Basket | 31  | 16  | 19.1 | 41.5 | 25.7 | 76.1 | 4.5 | 1.0 | 0.6 | 0.2 | 9.6  | 8.5  |
| 2015-16   | Valencia Basket | 26  | 6   | 18.7 | 51.8 | 39.7 | 84.5 | 5.7 | 0.6 | 0.8 | 0.3 | 13.0 | 15.0 |
| 2016-17   | Valencia Basket | 28  | 18  | 21.4 | 50.0 | 37.7 | 85.3 | 5.8 | 1.8 | 0.6 | 0.3 | 12.9 | 16.3 |
| 2017-18   | Valencia Basket | 28  | 23  | 22.5 | 44.8 | 37.2 | 71.6 | 6.4 | 1.5 | 0.5 | 0.3 | 11.5 | 14.7 |
| 2018-19   | Valencia Basket | 12  | 11  | 23.7 | 51.9 | 40.0 | 68.4 | 7.3 | 1.8 | 0.9 | 0.2 | 12.8 | 17.5 |
| Total     | Total           | 218 | 119 | 20.9 | 49.2 | 377  | 79.8 | 5.3 | 1.1 | 0.7 | 0.3 | 11.9 | 13.1 |

## Logros y reconocimientos

### Clubes
- Liga de Montenegro (2): 2011 y 2012
- Copa de Montenegro (2): 2011 y 2012
- Liga ACB (1): 2017
- Eurocup (2): 2014 y 2019
- Supercopa de España (1): 2017

### Consideraciones individuales
- Quinteto Ideal Europeo Sub-20 (1): 2011
- Eurocup Rising Star Trophy (2): 2013 y 2014
- MVP de las Finales de la ACB (1): 2017
- Quinteto Ideal de la Eurocup (4):
  - Primer Quinteto (2): 2017 y 2019
  - Segundo Quinteto (2): 2012 y 2014
- Quinteto Ideal de la ACB (3):
  - Primer Quinteto (2): 2017 y 2019
  - Segundo Quinteto (1): 2018